# Valja Stýblová
Valja Stýblová (* 4. Juni 1922 in Harbin; † 12. November 2020) war eine tschechoslowakische bzw. tschechische Schriftstellerin und Ärztin.

## Leben
Stýblová wurde als Tochter eines ehemaligen Mitglieds der Tschechoslowakischen Legion in Harbin, China geboren. Der Vater arbeitete dort nach dem Ersten Weltkrieg als Landvermesser. Nach dem Abitur 1941 studierte sie zunächst Klavier, nach dem Zweiten Weltkrieg dann ab 1945 Medizin. Sie war von 1973 an Inhaberin des Lehrstuhls für Neurologie und Psychiatrie der medizinischen Fakultät der Karls-Universität Prag, zugleich von 1974 bis zu ihrer Pensionierung 1990 Chefärztin einer Klinik ebenda. 1976 wurde sie als verdiente Künstlerin geehrt, 1981 erhielt sie den Nationalpreis. Von 1981 bis 1986 war sie zudem als Mitglied der Kommunistischen Partei Abgeordnete des tschechoslowakischen Parlaments.

## Werke
In deutscher Übersetzung:
- Im Haus an der Klinik (1959, dt. 1961)
- Skalpell, bitte (1981, dt. 1987) (1985 verfilmt als Skalpell, bitte)
- Ein Funke Hoffnung (dt. 1983)
- Auf Kim ist Verlass (Můj brácha, 1973, dt. 1984)